# Major Barbara (Film)
Major Barbara ist ein britischer Spielfilm aus dem Jahre 1940 nach dem gleichnamigen Stück von George Bernard Shaw, der auch am Drehbuch beteiligt war. Unter der Regie von Gabriel Pascal spielen eine Fülle bekannter, britischer Schauspieler, darunter Wendy Hiller (in der Titelrolle), Rex Harrison, Robert Morley, Robert Newton, Emlyn Williams und die sehr junge Deborah Kerr, die hier ihre erste Sprechrolle in einem Film hatte.

## Handlung
Barbara Undershaft ist eine junge Frau aus gutem Hause. Ihr Vater Andrew Undershaft, ein schlitzohriger, skrupelloser Multimillionär, besitzt eine Munitionsfabrik. Mit ihrem bisherigen Leben unzufrieden hat sich Barbara fortan dem Wohle der Menschheit und der Bedürftigen verpflichtet und dient nunmehr der Heilsarmee. Als Major Barbara beginnt sie, ihre humanistischen Ideale der Nächstenliebe auszuleben. Sie führt ihre Aktivitäten mit einem Höchstmaß an Leidenschaft aus. Ihr ebenso schlauer wie amoralischer Vater sieht dies gar nicht gern und versucht alles, die Kontrolle über seine Tochter nicht zu verlieren und sie in den Schoß der Familie zurückzuführen.
In dem Griechischprofessor Adolphus Cusins, dem jungen, gutaussehenden Verlobten Major Barbaras, hat er einen würdigen Nachfolger für sich und die Firma ausgeguckt. Mit einer großzügigen Spende für die Heilsarmee plant Andrew, seinen verlorengegangenen Einfluss auf seine Tochter zurückzugewinnen. Als Barbara davon erfährt – Herstellung von Alkohol und Waffen lehnt sie als Heilsarmistin empört ab – tritt sie von ihrem Amt zurück. Gemeinsam mit Adolphus, der sich nicht länger von Andrew manipulieren und korrumpieren lassen will, nehmen beide fortan den Kampf gegen das Böse auf.

## Produktionsnotizen
Major Barbara wurde im Sommer 1940 unter verschärften Bedingungen, während der Luftschlacht um England, gedreht. Die Dreharbeiten mussten bei Fliegeralarm immer wieder unterbrochen werden, wurden jedoch anschließend sofort wieder aufgenommen. Filmkritiker Bosley Crowther erinnerte an diese Umstände im Rahmen seiner Filmkritik in der New York Times vom 15. Mai 1941 anlässlich der US-Aufführung: „Dies ist eine fortwährende Erinnerung an die Hingabe von Künstlern, die unter Feuer arbeiten, ein andauernder Beweis für die Nachwelt, dass es mehr als Bomben bedarf, um englischen Esprit zu zertreten. Es ist eine ironische und dreiste Satire über konventionelle Moralvorstellungen und soziale Überzeugungen, so als hätte man dies in einer Zeit des unbeschwerten und sorgenfreien Friedens gedreht. Kurz gesagt: der Film triumphiert mehr als jeder andere, den die Briten je zu uns herübergeschickt haben.“
Donald Calthrop starb während der Dreharbeiten, einige seiner Szenen mussten mit einem Double fertiggestellt werden.
Die Uraufführung fand am 20. März 1941 in Nassau auf den Bahamas statt. In den USA konnte man Major Barbara erstmals am 14. Mai 1941 sehen. Im heimatlichen England lief der Streifen erstmals am 2. August 1941 an. Die Deutschland-Premiere war erst nach dem Krieg, am 20. Mai 1949, die österreichische sogar erst rund zehn Jahre nach der Welturaufführung, am 26. Januar 1951.
Die Filmbauten stammen aus den Händen von Vincent Korda und John Bryan; die Kostüme entwarf Cecil Beaton. Jack Hildyard war einfacher Kameramann; der erst 18-jährige Arthur Ibbetson assistierte Chefkameramann Ronald Neame. Jack Clayton, in den 1950er und 1960er Jahren ein bekannter Filmregisseur, war einer von vier offiziellen Regieassistenten. Der als Regisseur bereits etablierte Harold French soll Regisseur Pascal bei einigen Szenen geholfen haben. Der nachmalige Starregisseur David Lean (Lawrence von Arabien), der schon 1938 Gabriel Pascals erste, groß angelegte Shaw-Verfilmung Pygmalion geschnitten hatte, war auch an dieser Shaw-Adaption als Filmeditor beteiligt und assistierte überdies Pascal in dessen Funktion als Regisseur. Muir Mathieson diente als musikalischer Leiter bei der Einstudierung von William Waltons Filmkomposition; Miklós Rózsa arrangierte die Musik für die US-Fassung. Der österreichische Exilant Ferdinand Bellan assistierte den Filmarchitekten Bryan und Korda. Der einstige Star unter Deutschlands Drehbuchautoren, Carl Mayer (Der letzte Mann), war für Major Barbara ungenannt als Drehbuchberater verpflichtet worden.

## Kritik
„Es ist definitiv Mr. Shaws Film. Aber Mr. Pascal, der die Regie hat, und seine durchgehend überragende Besetzung hat ihm kräftig Leben eingehaucht. Wendy Hiller spielt Major Barbara mit all der naiv-blauäugigen Begeisterung, all dem Kummer und der finalen Befreiung eines Mädchens, das einen wahrhaft seelenpeinigenden Prozess zu überstehen hat. Robert Morley ist köstlich teuflisch, durch und durch aalglatt und auch zart, als Undershaft, dem gelehrigen Schüler des Teufels. Rex Harrison spielt Adolphus Cusins, Barbaras professoralen Bräutigam mit beschwingtem Humor, und Robert Newton gewinnt beinah den Schauspielerpreis für seine pointierte Darbietung des Bill Walker, eines Rabauken aus dem East End, dessen Seele zu hartgesotten für jede Form der Rettung ist.“

„Ausgezeichnete Adaption des Shaw-Stücks über ein wohlhabendes Mädchen, das sich der Heilsarmee anschließt (…) Exzellente Besetzung in einer intelligenten Komödie.“

„Bühnenhafte wenngleich zwingende Fassung eines Stücks, in dem der Autor typische Seitenhiebe gegenüber allem und jedem, der sich in seiner Reichweite befindet, austeilt und wunderbare Schauspielkunst (aber auch Overacting) durch eine tadellose Besetzung zulässt.“

„Die handlungsarme Literaturverfilmung lebt ganz von den pointenreichen Dialogen und der Kunst der Interpreten.“